# シメ・ファンテラ
シメ・ファンテラ（Šime Fantela、1986年1月19日 - ）はクロアチアのセーリング選手。イゴール・マレニッチと2016年リオデジャネイロオリンピック男子470級の金メダルを獲得した。

## 来歴
6歳でセーリングを始めた。1998年のオプティミスト級カデット世界選手権で銅メダルを獲得した。2年後にカデット世界選手権で金メダルを獲得した。
その後470級に転向し、イゴール・マレニッチとペアを組んだ。世界ジュニアチャンピオンに3回（2003年、2005年、2007年）なった。また、2004年には3位、2006年には2位だった。欧州ジュニア選手権では、2005年に金メダルを獲得し、銀メダルも2回（2002年、2006年）獲得した。トルコのイズミルで開催された2005年夏季ユニバーシアードで金メダルを獲得した。
2007年の世界選手権で6位になり、2008年北京オリンピック男子470級の出場権を獲得した。
2008年8月の北京オリンピックでは29艇中で9位に終わった。当時のオリンピック470級におけるクロアチアの最高成績であった。
オーストリアのトラウンゼーで開催された2009年ヨーロッパ選手権で金メダルを獲得した。これはクロアチアからのオリンピック種目で最初の欧州チャンピオンになった。2009年、ペスカーラで開催された地中海競技大会で、銀メダルを獲得した。同年、ラングステッドでの470世界選手権を制し、クロアチア人初のチャンピオンになった。
2010年、ハーグでの世界選手権では3位だった。イスタンブールでの欧州選手権では6位に終わった。
2011年にヘルシンキで開催された欧州選手権では、イギリスやイスラエルとの激しい争いを制し、ヨーロッパでのタイトルを取り戻した。
2012年ロンドンオリンピックでは6位に終わった。
2016年はアルゼンチンで行われた世界選手権で7年振り2度目の優勝、そしてリオデジャネイロオリンピックでは金メダルを獲得するなど充実の年となった。
2018年、49er級に転向し、弟のミホビル・ファンテラとチームを組んだ。同年、デンマークのオーフスで開催された世界選手権で優勝を果たした。
2020年のオーストラリア・ジーロングで開催された世界選手権は10位だった。
2021年に開催された東京オリンピックでは、男子49er級で19艇中8位だった。